# Hôtel de ville de Bijeljina
L'hôtel de ville est situé en Bosnie-Herzégovine, sur le territoire de la ville de Bijeljina et dans la municipalité de Bijeljina. Il est inscrit sur la liste provisoire des monuments nationaux de Bosnie-Herzégovine.